# Коміссарова Аліна Олегівна
Аліна Олегівна Коміссарова (нім. Alina Komissarova; нар. 11 жовтня 1971, Запоріжжя, УРСР) — українська скрипалька.
Закінчила Київську ССМШ ім. М. Лисенка (1978-89, клас Я.Г. Рівняк), Київську консерваторію ім. П. Чайковського (1989-94, клас Б. Которовича).
Удосконалювала майстерність в Міжнародній музичній академії І. Менухіна в Швейцарії (1994-99, клас І. Менухіна), також одержуючи уроки у Д. Менухіна, І. Ойстраха, З. Брона, А. Лісі, В. Градова, У. Левіна та багатьох інших видатних музикантів.
Навчалася в асистентурі-стажуванні Національної муз. академії України ім. П. Чайковського (1994-97, кер. Б. Которович).
Лауреат міжнародних конкурсів музикантів-виконавців: м. Кльостер-Шонталь (Німеччина, спеціальний приз, 1990), м. Кальтаніссетта (Італія, 1991), ім. Н. Забалета (Іспанія, 1992), І. Менухіна (Велика Британія, 1993), Р. Молінарі (Швейцарія, 1996).
У 1994-99 — солістка оркестру «Камерата Альберто Лисого» в Швейцарії. Гастролювала з сольними програмами в Росії, Казахстані, Японії, Швейцарії, Німеччині, Італії, Іспанії, Аргентині, Південній Африці.
В її репертуарі — твори  Й. Гайдна, В. Моцарта, Л. Бетховена, Й. Брамса, Я. Сібеліуса, Н. Паганіні, Ф. Шуберта, П. Чайковського, Г. Венявського, М. Равеля та ін.
З 1999 р. — солістка оркестру Королівської опери в Копенгагені (Данія), 2001 р. — концертмейстер оркестру; з 2006 р. — також перша скрипка у Hamburger Streichsextett (Німеччина).
Має записи на українському радіо і телебаченні, аудіозаписи на компакт-дисках (у т. ч. з ансамблем  сучасної музики «Contemporanea» Данія) тощо.
Скрипка — неаполітанська, кінця XVIII сторіччя.
Батько: Олег Вадимович Коміссаров (нар. 1948) — радянський, український хоровий диригент, педагог. Заслужений діяч мистецтв України (1998).